# Lista okrętów Royal Navy, E
Ta sekcja listy okrętów Royal Navy zawiera wszystkie okręty Royal Navy których nazwa zaczyna się od E.
Aby zobaczyć wyłącznie listę okrętów obecnie pozostających w służbie, zobacz Lista obecnie służących okrętów Royal Navy
W wielu przypadkach nazwa była używana wielokrotnie dla wielu jednostek na przestrzeni wieków. Jeżeli tak było, to po kliknięciu na nazwę powinno się wyświetlić hasło zawierające spis wszystkich jednostek noszących taką nazwę.
- „E1”
- „E2”
- „E3”
- „E4”
- „E5”
- „E6”
- „E7"
- „E8”
- „E9”
- „E10”
- „E11”(inne języki)
- „E12”
- „E13”
- „E14”
- „E15”
- „E16”
- „E17"
- „E18”
- „E19”
- „E20”
- „E21”
- „E22”
- „E23”
- „E24”
- „E25”
- „E26”
- „E27"
- „E28”
- „E29”
- „E30”
- „E31”
- „E32”
- „E33"
- „E34”
- „E35”
- „E36”
- „E37"
- „E38”
- „E39”
- „E40”
- „E41”
- „E42”
- „E43”
- „E44”
- „E45”
- „E46”
- „E47"
- „E48”
- „E49”
- „E50”
- „E51”
- „E52”
- „E53”
- „E54”
- „E55”
- „E56”
- „E57"
- „E58”
- „Eagle”
- „Eagle Shallop”
- „Eaglet”
- „Earl”
- „Earl of Chatham”
- „Earl of Denbigh”
- „Earl of Egmont”
- „Earl of Northampton”
- „Earl of Peterborough”(inne języki)
- „Earl Roberts”
- „Earnest”
- „Eastbourne”
- „Easton”
- „Eastview”
- „Eastway”
- „Echo”
- „Echuca”
- „Eclair”
- „Eclipse”
- „Edderton”
- „Eden”
- „Edgar”
- „Edgeley”
- „Edinburgh”
- „Edlingham”
- „Edmonton”
- „Edmundston”
- „Edward”
- „Effingham”
- „Egeria”
- „Eggesford”
- „Eglantine”
- „Eglinton”
- „Egmont”
- „Egremont”
- „Egremont Castle”
- „Egret”
- „Ehkoli”
- „Eideren”
- „Ekins”
- „El Corso”
- „El Vivo”
- „Eleanor”
- „Electra”
- „Elephant”
- „Elf”
- „Elfin”
- „Elfreda”
- „Elgin”
- „Elias”
- „Eling”
- „Elizabeth”
- „Elizabeth & Sarah”
- „Elizabeth Bonaventure”
- „Elizabeth Jonas”
- „Elk”
- „Ellinor”
- „Ellinore”
- „Elphinstone”
- „Elsenham”
- „Eltham”
- „Elven”
- „Embleton”
- „Emerald”
- „Emersham”
- „Emilia”
- „Emilien”
- „Emily”
- „Emperor”
- „Emperor of India”
- „Empire”
- „Empire Anvil”
- „Empire Arquebus”
- „Empire Battleaxe”
- „Empire Broadsword”
- „Empire Comfort”
- „Empire Crossbow”
- „Empire Cutlass”
- „Empire Gauntlet”
- „Empire Halberd”
- „Empire Javelin”
- „Empire Lance”
- „Empire Mace”
- „Empire Peacemaker”
- „Empire Rapier”
- „Empire Rest”
- „Empire Shelter”
- „Empire Spearhead”
- „Empress”
- „Empress Mary”
- „Empress of India”
- „Emsworth”
- „Emulous”
- „Enard Bay”
- „Enchantress”
- „Encounter”
- „Endeavour”
- „Endeavour Bark”
- „Endeavour Transport”
- „Endurance”
- „Endymion”
- „Engadine”
- „Engageante”
- „England”
- „Enterprise”
- „Entreprenante”
- „Epervier”
- „Ephira”
- „Ephraim”
- „Epinal”
- „Epreuve”
- „Epsom”
- „Erebus”
- „Erica”
- „Eridanus”
- „Eridge”
- „Erin”
- „Erne”
- „Errant”
- „Eruption”
- „Escapade”
- „Escort”
- „Esk”
- „Eskdale”
- „Eskimo”
- „Esperance”
- „Esperanza”
- „Espiegle”
- „Espion”
- „Espoir”
- „Esquimalt”
- „Essex”
- „Essex Prize”
- „Essington”
- „Esther”
- „Estridge”
- „Etchingham”
- „Ethalion”
- „Etna”
- „Etrusco”
- „Ettrick”
- „Eugenie”
- „Euphrates”
- „Euphrosyne”
- „Europa”
- „Eurotas”
- „Eurus”
- „Euryalus”
- „Eurydice”
- „Eustatia”
- „Evenlode”
- „Everingham”
- „Example”
- „Excalibur”
- „Excellent”
- „Exchange”
- „Exe”
- „Exerton”
- „Exeter”
- „Exmoor”
- „Exmouth”
- „Expedition”
- „Experiment”
- „Exploit”
- „Explorer”
- „Explosion”
- „Express”
- „Extravagant”
- „Eyderen”
- „Eyebright"